# Półwysep Somalijski

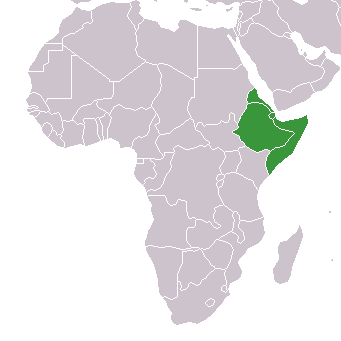
Państwa Rogu Afryki

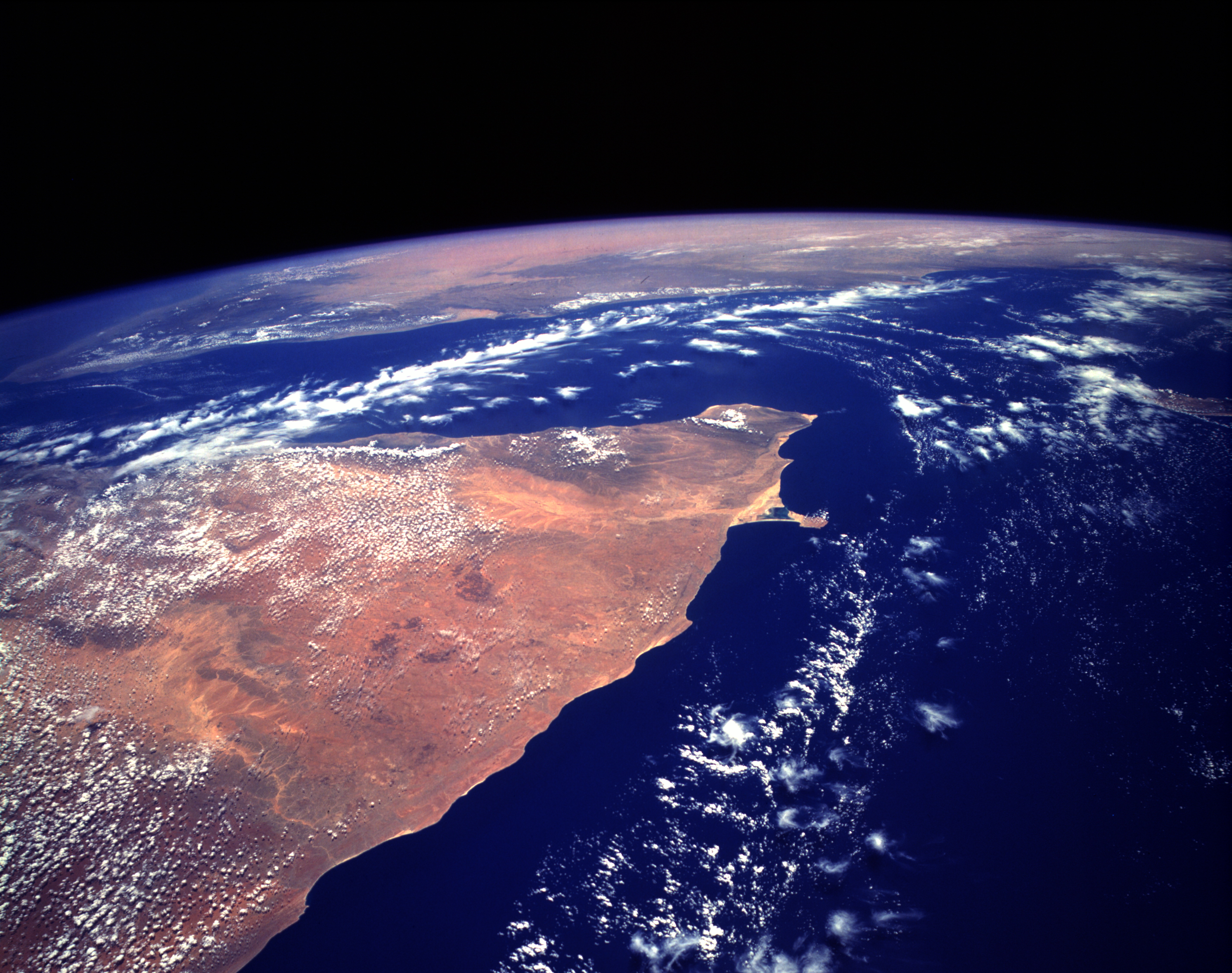
Półwysep Somalijski widziany z wahadłowca NASA w maju 1993. Kolory pomarańczowy i brązowy wskazują na klimat w większości suchy i półsuchy.

Półwysep Somalijski, inaczej Róg Afryki – współczesne pojęcie powstałe w okresie dekolonizacji Afryki, oznaczające półwysep o powierzchni wynoszącej ok. 750 000 km² (szósty pod względem powierzchni półwysep na świecie), położony w Afryce Wschodniej, między Zatoką Adeńską a Oceanem Indyjskim.
Na półwyspie położone jest terytorium Somalii oraz częściowo Etiopii. Różnie definiuje się jego zasięg geopolityczny. Termin „Róg Afryki” jest czasami używany odnośnie do znacznie większego obszaru, obejmującego swym zasięgiem terytoria państw Erytrei, Dżibuti, Etiopii oraz Somalii. Tak definiowany, liczy ok. 2 mln km² powierzchni i prawie 90 mln mieszkańców.
Rzeźba powierzchni Półwyspu Somalijskiego jest zróżnicowana, jednak w większości przeważają góry przechodzące w wyżyny, jedynie na południowym krańcu półwyspu da się zauważyć niziny. Półwysep pokrywają sawanny, suche lasy i roślinność pustynna.
Region ten zawsze miał ważne strategiczne znaczenie, przede wszystkim z powodu swojego położenia geograficznego. Kontrola nad obszarem łączącym Morze Czerwone z Oceanem Indyjskim oznacza strategiczną kontrolę militarną i gospodarczą nad międzykontynentalnymi szlakami. Dlatego też, niezależnie od epoki, Róg Afryki interesował mocarstwa świata. 
Kształtowanie się niepodległych państw Rogu Afryki było i jest bardzo burzliwym procesem. Współczesny podział polityczny tego regionu ma swe źródło w dwóch ważnych okresach historii nie tylko Afryki, ale i całego świata. Pierwszym z nich jest okres dekolonizacji, jaki miał miejsce w latach 50. i 60. XX wieku. Drugi ważny moment to upadek komunizmu, przełom lat 80. i 90. tegoż wieku. 
Proces kształtowania się podziału politycznego Rogu Afryki jeszcze się nie zakończył, towarzyszy mu wiele złożonych konfliktów, problemów społecznych i dramatów niewinnych ludzi.